# Antaeola antaea
Antaeola antaea är en fjärilsart som beskrevs av Edward Meyrick 1912. Antaeola antaea ingår i släktet Antaeola och familjen vecklare. Inga underarter finns listade i Catalogue of Life.